# Beilschmiedia tilaranensis
Beilschmiedia tilaranensis är en lagerväxtart som beskrevs av Sachiko Nishida. Beilschmiedia tilaranensis ingår i släktet Beilschmiedia och familjen lagerväxter. Inga underarter finns listade i Catalogue of Life.